# Museo Nacional de Chuncheon

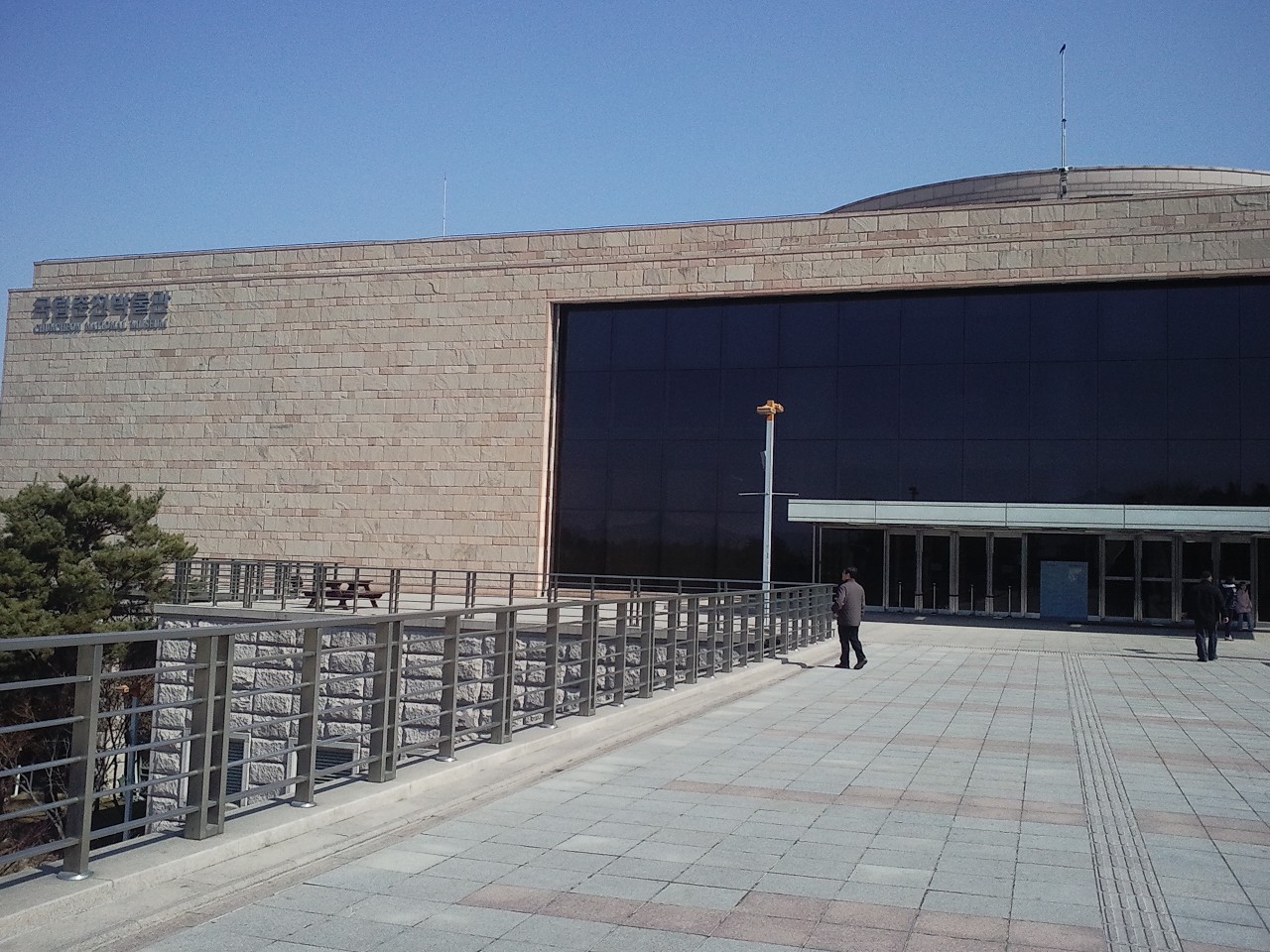
Museo Nacional de Chuncheon
Hangul - 국립춘천박물관
Hanja - 國立春川博物館

Museo Nacional de Chuncheon es un museo nacional en Chuncheon, Corea del Sur. Se inauguró el 30 de octubre de 2002. Los cotos de museos y exposiciones de los tesoros arqueológicos y artísticos de la región, que van desde la fecha de la era prehistórica en los tiempos modernos, y sirve como un centro vital para la investigación académica y la educación.
El museo cuenta con exposiciones que se centran en la cultura prehistórica, antigua cultura, Goryeo Era, y Joseon Época & época moderna. La exposición al aire libre que se presenta el tema de los "Guardianes de piedra", que muestra las estatuas de piedra que se encontraron custodiando las tumbas de la familia real Joseon y otras personas prominentes.